# Silver Goal
Das Silver Goal (deutsch Silbernes Tor) war eine Vorgehensweise zur Ermittlung eines Siegers beim Fußball.

## Modus
Steht das Spiel nach 90 Minuten unentschieden, wird zunächst eine 15-minütige Verlängerung gespielt. Die Mannschaft, die am Ende dieses Abschnitts in Führung liegt, hat das Spiel gewonnen. Steht es weiterhin unentschieden, wird die ansonsten entfallende zweite Halbzeit der Verlängerung mit ebenfalls 15 Minuten Länge gespielt. Ist das Spiel nach 120 Minuten immer noch nicht entschieden, folgt ein Elfmeterschießen.
Im Unterschied zum Golden Goal ist das Spiel nicht beendet, sobald das erste Tor in der Verlängerung fällt; das andere Team hat also die Möglichkeit, den Rückstand innerhalb der laufenden Halbzeit noch auszugleichen sowie darüber hinaus auch selbst ein Silver Goal zu erzielen.

## Geschichte
Die Silver-Goal-Regelung wurde 2002 von der UEFA eingeführt und ersetzte das wenig beliebte Golden Goal, das seit 1994 bei europäischen Profi-Turnieren existiert hatte. Diese Neuregelung wurde beschlossen, nachdem Siege durch Golden Goal teilweise als ungerecht empfunden worden waren. Außerdem wurde durch die Golden-Goal-Regel nicht, wie ursprünglich beabsichtigt, offensiver gespielt, sondern aus Angst, durch ein Gegentor das Spiel zu verlieren, der Defensive höherer Stellenwert beigemessen.
Da aber auch das Silver Goal bei Spielern und Vereinen nicht auf Begeisterung stieß, wurde im Februar 2004 entschieden, nach der Fußball-Europameisterschaft 2004 in Portugal wieder zur Situation von vor 1994 zurückzukehren. Die vorerst letzte Anwendung der Silver-Goal-Regel war im Halbfinale der Europameisterschaft 2004 zwischen Griechenland und Tschechien, das durch ein Tor in der 105. (+1) Minute durch Traianos Dellas für Griechenland entschieden wurde.